# Liezen-Mayer Sándor

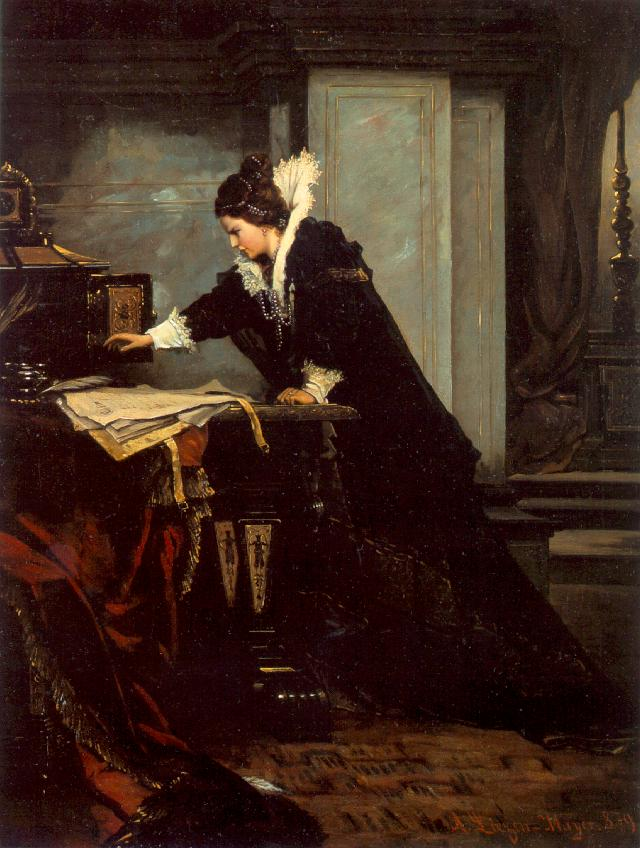
Erzsébet aláírja Stuart Mária halálos ítéletét

Liezen-Mayer Sándor (Győr, 1839. január 24. – München, 1898. február 19.) magyar festő és illusztrátor.

## Életpályája
Győrött végezte el az alreáliskolát. Tehetős szülei a reáliskola bevégzése után nem kényszerítették, hogy vonzalmával ellenkező pályára adja magát, hanem nagybátyja, a finom ízlésű Edl Tivadar pozsonyi birtokos óhajára Bécsbe küldték, ahol a képzőművészeti akadémián Karl von Blaas volt a mestere. Csak másfél évig maradt Bécsben. első kiállítása 1857-ben volt Pesten. Ezután Münchenbe ment, ahol eleinte Johann Georg Hiltensperger és Hermann Anschütz tanítványa volt, de 1862-ben már Karl von Piloty iskolájába járt, akinek iránya nagy hatással volt a fejlődésére. Első fontos műve, a Mária és Kotromanić Erzsébet magyar királyné Nagy Lajos sírjánál, 1862-ben készült el. 1865-ben megnyerte a müncheni akadémia által két vázlatra hirdetett pályázatot, sőt a vázlatok egyikének: Türingiai Erzsébet szentté avatásának elkészítésére megbízást is kapott. A képpel 1867-ben készült el; ugyanekkor befejezett egy másik festményt is, amely hivatva volt arra, hogy Liezen-Mayert a legelőkelőbb festők sorába emelje. Mária Terézia királyasszony egy szegény beteg nő gyermekét szoptatja volt tárgya az új képnek, amely szabad ég alatt mutatja be a fiatal és bájos királyasszonyt. E kép sikere után elhalmozták megrendelésekkel; egymás után festette a müncheni népszínház függönyét s a Stiglicz báró palotájában látható vadászjelenetet, amely, mint dekoratív munka, a németalföldi stílus irányzatához tartozik. E nagyobb alkotások közben arcképeket is festett. 1870-ben meghívták Bécsbe Ferenc József magyar király képmásának elkészítésére. 1872-ben egy amerikai nővel kötött házasságot. Ebben az időszakban ismét nagyobb kompozíciókkal foglalkozott. Templomból kilépő Margitja, Imogen és Jachimója, s Erzsébet, Anglia királynéja, amint Stuart Mária halálos ítéletét aláírja, az új korszak első termékei. 1876-ban nagy sikert aratott Münchenben a Faust-ciklusával. A Faust-kartonok után Schiller Harangjához készített rajzokkal keltett feltűnést az 1878. évi müncheni egyetemes kiállításon. Ezek terelték felé a württembergi kormány érdeklődését, és szerezték meg számára az igazgatói állást a düsseldorfi képzőművészeti akadémiánál. Düsseldorfi tartózkodásának legértékesebb terméke Magyarországi Szent Erzsébet című nagyobb méretű festménye, melyet a Magyar Képzőművészeti Társulat rendelt meg nála a múzeum modern gyűjteménye számára. Liezen-Mayer nem tudta feledni Münchent, első diadalainak színhelyét, és már 1882-ben visszaköltözött a bajor fővárosba, ahol  a festészeti akadémia tanára volt. Liezen-Mayer Stuttgartban és Münchenben  több magyar festőnek (pl. Kelety Gusztávnak), valamint német festőnek (pl. Gebhard Fugel, Michael Zeno Diemer, Otto Greiner, Max Bernuth)  is a mestere volt.

## Emlékezete
- 1934 óta a nevét viseli Budapest XIV. kerületében, a Városligetben a Liezen-Mayer sétány.
- Győrben utcát neveztek el róla.[1]

## Jegyzetek

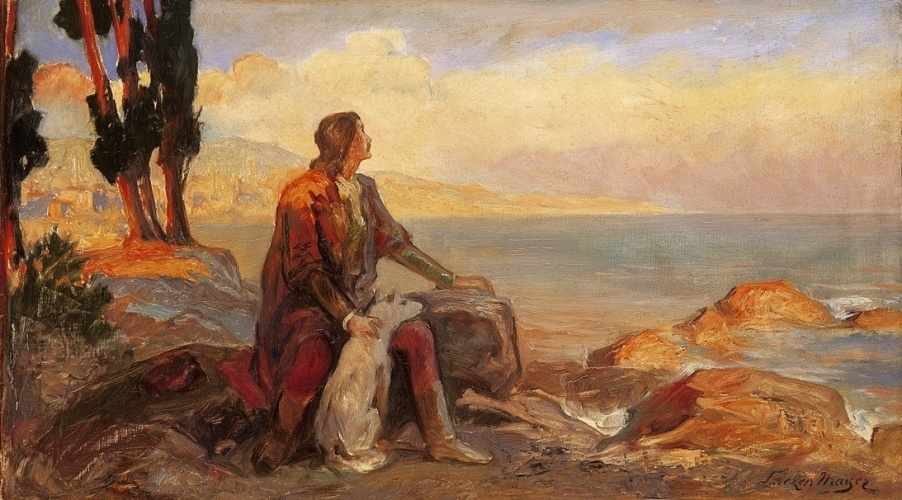
Rákóczi Rodostóban